# Богдан Хашдеу
Богдан Петричейку Хашдеу (истинско име Тадеуш Александрович Хиждеу) е молдовски и румънски прозаик, поет, филолог, публицист и историк.
Роден през 1838 г. в семейството на писателя, фолклорист и филолог Александър Фадеевич Хиждеу в бесарабското село Кристинещи (сега Керстенци, Хотински район, Чернивецка област, Украйна). При раждането си е кръстен Тадеуш в чест на дядо си, полския писател Тадеуш Иванович Хиждеу. Майката на бъдещия писател, Елизавета Теофиловна (родена Даушка), произхожда от литовско благородническо семейство.
Учи в руски гимназии във Виница, Ровно, а от 1851 г. в Кишинев, след което е свободен студент в Харковския университет. Служил в руската императорска армия.
През 1857 г. заминава за Яш, през 1858 г. е назначен за съдия в Кахулския трибунал. Скоро се завръща в Яш, където публикува първите си произведения на историческа тематика. През 1863 г. се мести в Букурещ, където пише основните си исторически, филологически и литературни трудове. От 1874 г. е професор в Букурещкия университет, където води курс по сравнителна филология. От 1876 г. е директор на Държавния архив. Хашдеу издава и е главен редактор на повече от 10 научни, литературни и обществено-политически вестника и списания, включително списанието "Columna lui Traian" (Траяновата колона, колоната на император Траян); 1870-77, 1882-83).
Хашдеу е почетен член на академиите на науките на Русия, България, Сърбия, САЩ, Турция и Франция. Дъщеря му Юлия Хашдеу е известна поетеса. 